# Maňovice

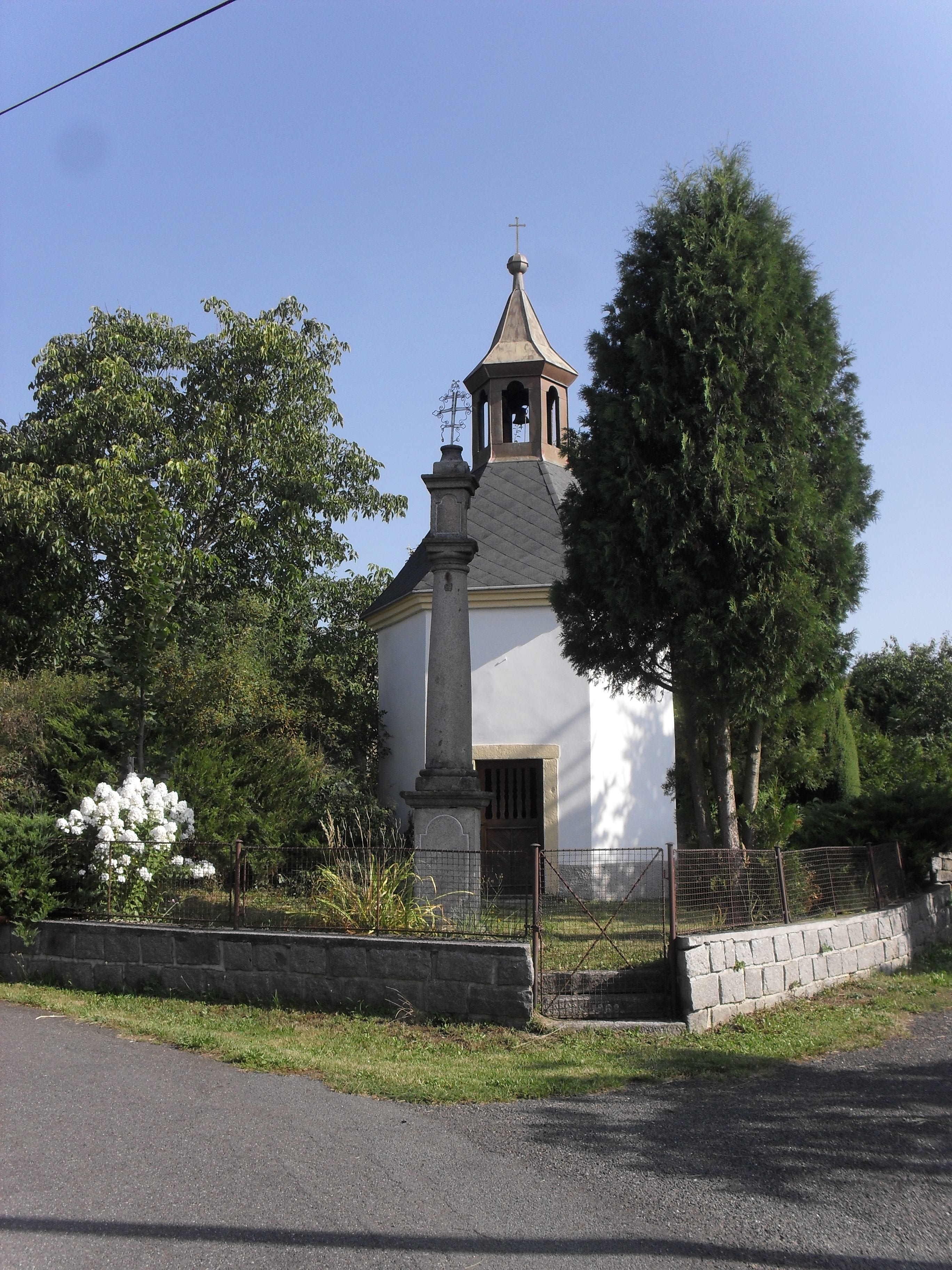
Kapelle und Pestsäule

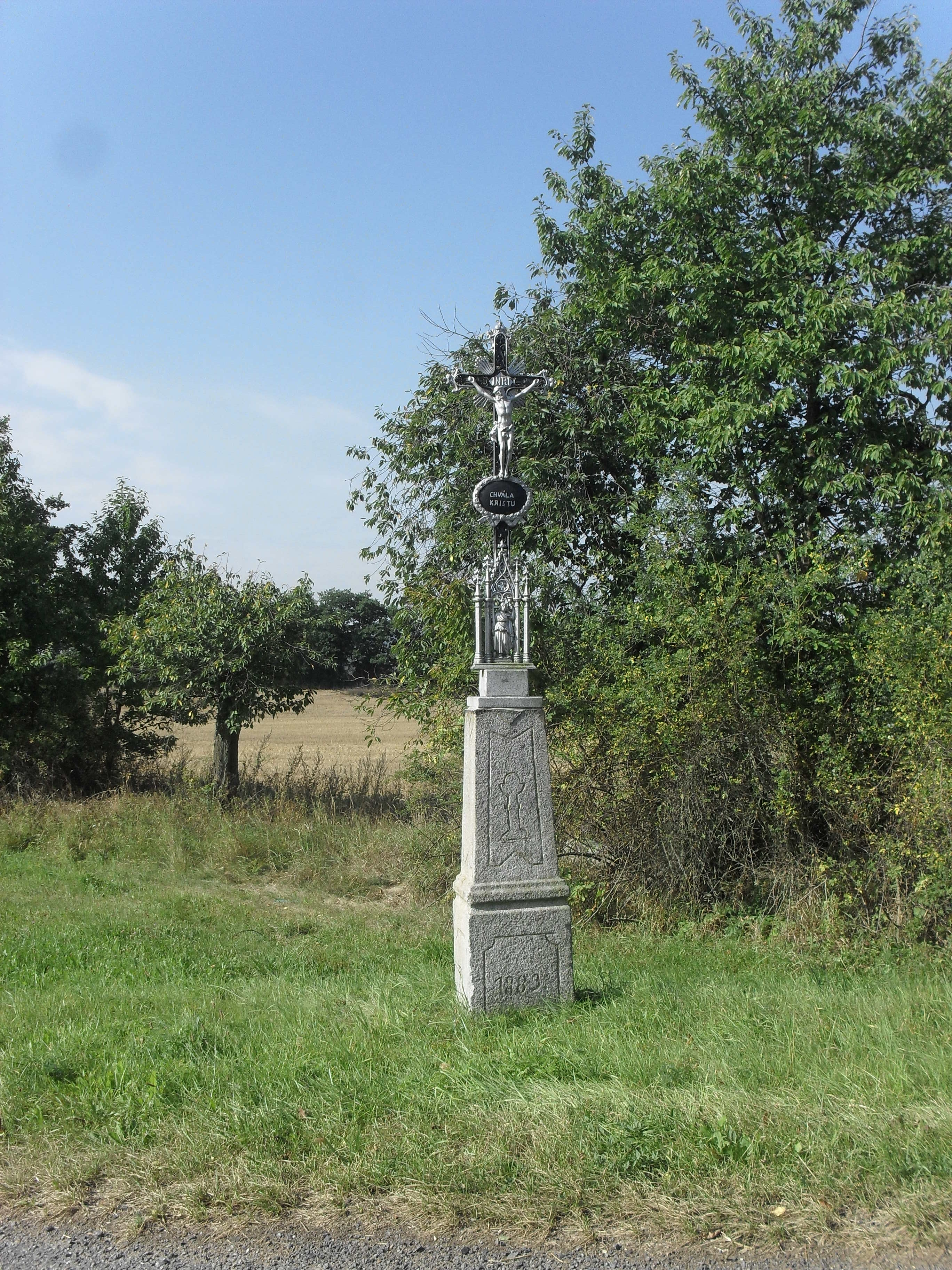
Wegkreuz an der Straße nach Jetenovice

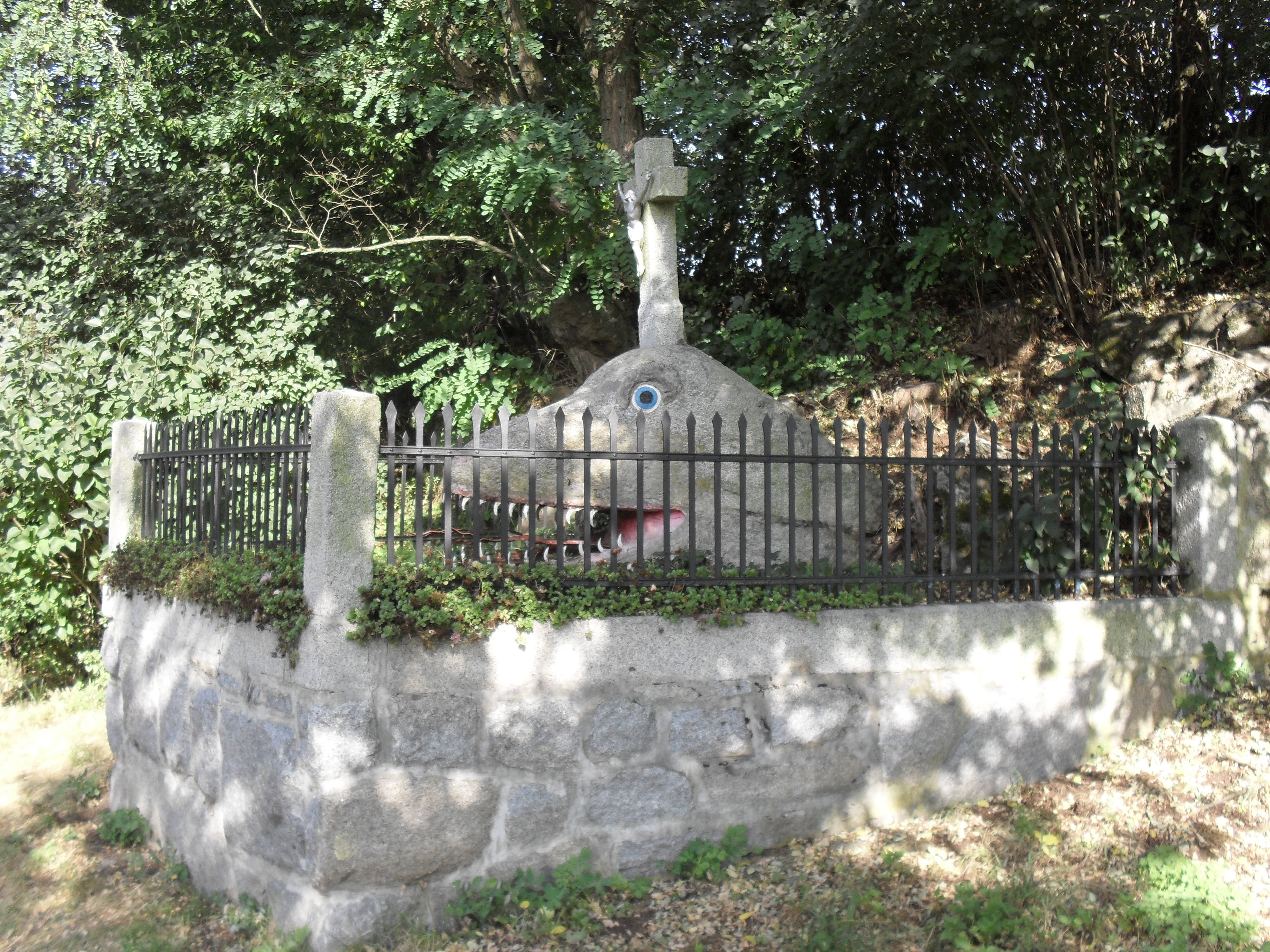
Steinerner Drachen

Maňovice (deutsch Manowitz, früher Maniowitz) ist eine Gemeinde in Tschechien. Sie liegt neun Kilometer nördlich von Horažďovice und gehört zum Okres Klatovy.

## Geographie
Maňovice befindet sich in der Nepomucká vrchovina (Nepomuker Bergland) auf einer Hochfläche, die nach Westen und Norden vom Kovčínský potok zur Úslava und im Osten und Süden über den Hájek bzw. den Březový potok zur Otava entwässert wird. Das Dorf wird im Westen, Norden und Osten vom Oseker Wald umgeben. Westlich von Maňovice befinden sich mehrere abgesoffene Steinbrüche. Gegen Nordwesten liegt der Teich Kozčínský rybník. Nördlich des Dorfes verläuft die Staatsstraße II/186 zwischen Defurovy Lážany und Plánice.
Nachbarorte sind Kvášňovice, Stupovka und Oselce im Norden, Černice, Defurovy Lážany und Nezdřev im Nordosten, Osek, Újezd u Chanovic, Dobrotice, Hladotín, Plácek und Holkovice im Osten, Svéradice, Barák, Velký Bor und Jetenovice im Südosten, Horažďovická Lhota, Třebomyslice, Malý Bor, Bažantnice und Břežany im Süden, Pačejov und Ovčín im Südwesten, Pačejov-U nádraží und Olšany-U nádraží im Westen sowie Olšany und Kovčín im Nordwesten.

## Geschichte
Maňovice wurde vermutlich im 13. oder zu Beginn des 14. Jahrhunderts von den Rittern Maň gegründet. Erstmals schriftlich erwähnt wurde der Ort am 23. April 1366 in einer Urkunde über die Beilegung des Grenzstreites von Bušek von Osek mit dem Propst des Klosters Zderaz und dem Pfarrer von Velký Bor, bei dem der Kmet Machon von Manovice als Ortskundiger mitwirkte. Marsson Manyon, auch als Marzion Man bezeichnet, verkaufte das Gut 1394 an Slawko und Zdenko de Oslecz. Das benachbarte Dorf Osek erlosch 1420 während der Hussitenkriege.
Die nächste Erwähnung von Maňovice stammt aus der berní rula von 1654. Zu dieser Zeit bestand das Jiří Kryštof Kokořovec von Kokořov auf Woselecz gehörige Dorf aus neun Bauernhöfen, von denen einer wüst lag, sowie einem ebenfalls wüsten Kretscham. Im Jahre 1671 verkauften die Kokořovec von Kokořov die Herrschaft Woselecz an Jindřich Vilém Vitanovský von Vlčkovice, der sie 1679 an Jiří Vojtěch Janovský von Janovice veräußerte. Im Theresianischen Kataster von 1757 ist Maňovice mit neun Bauernwirtschaften, einer Schmiede und einer herrschaftlichen Schenke aufgeführt. Bei der Einführung der Hausnummerierung wurden 1770 in Maňovice 22 Häuser erfasst. Die Janovský von Janovice hielten die Herrschaft Woselecz bis 1807. Nachfolgende Grundherren waren Anton Zürchauer, ab 1808 Philipp Anton Freiherr von Bibra und ab 1832 Franz Anton von Boos zu Waldeck. Pfarrort war Kvášňovice. Bis zur Mitte des 19. Jahrhunderts blieb das Dorf der Herrschaft Wosseletz untertänig.
Nach der Aufhebung der Patrimonialherrschaften bildete Maňovice/Maniowitz ab 1850 eine Gemeinde im Gerichtsbezirk Horažďowitz. In der zweiten Hälfte des 19. Jahrhunderts entstanden im Ort etliche Häusler- und Gärtnerstellen, deren Bewohner ihren Lebensunterhalt als Steinbrecher und Steinmetzen verdienten. In der Umgebung von Maňovice wurden mehrere Granitbrüche angelegt. Ab 1868 gehörte die Gemeinde zum Bezirk Strakonitz.
Ab 1949 gehörte Maňovice zum Okres Horažďovice, nach dessen Aufhebung wurde sie 1960 wieder dem Okres Klatovy zugeordnet. 1961 erfolgte die Eingemeindung nach Pačejov, zwischen 1976 und 1991 gehörte Maňovice als Ortsteil zu Velký Bor. Seit dem 1. Jänner 1992 bildet Maňovice wieder eine eigene Gemeinde.

## Gemeindegliederung
Für die Gemeinde Maňovice sind keine Ortsteile ausgewiesen.

## Sehenswürdigkeiten
- Kapelle am Dorfplatz, sie wurde wahrscheinlich 1690 erbaut, ihre heutige Gestalt erhielt sie beim Umbau von 1938
- Pestsäule vor der Kapelle, geschaffen 1713
- Wegkreuz an der Straße nach Jetenovice
- Steinerner Drachen mit Kreuz, geschaffen 1905 vom Bürgermeister Antonín Raška, sein Neffe, der Bürgermeister František Klozar ließ ihn 1927 durch einen schmiedeeisernen Zaun umfassen
- Gedenkstein für die Gefallenen des Ersten Weltkrieges, er wurde 1920 am Feuerwehrhaus enthüllt und später als Hindernis für die Ausfahrt der Freiwilligen Feuerwehr an seinen heutigen Standort versetzt
- Gedenkstein zum 50. Jubiläum der Abschaffung der Robot, errichtet 1898 nördlich des Dorfes auf der Wasserscheide zwischen Úslava und Otava
- Befestigter Hofspeicher im Gehöft Nr. 13, das um 1630 errichtete Bauwerk hat eine Wandstärke von 1,10 m und Ziegelgewölbe zum Schutz gegen eine Inbrandsetzung des Daches
- Kontributionsspeicher beim Gehöft Nr. 1, er ist seit 1830 im Grundbuch nachweislich
- Naturlehrpfad